# Seznam slovenských hráčů v NHL v sezóně 1994/1995
Seznam slovenských hráčů v NHL v sezóně 1994/1995 uvádí slovenské hokejisty, kteří v této sezóně hráli za některý tým v kanadsko-americké NHL.

| Tým                 | Věk | Hráč              | Post | Počet zápasů ZČ | Branky ZČ | Asistence ZČ | Body ZČ | Počet zápasů v play off | Branky v play off | Asistence v play off | Body v play off |
| ------------------- | --- | ----------------- | ---- | --------------- | --------- | ------------ | ------- | ----------------------- | ----------------- | -------------------- | --------------- |
| Washington Capitals | 26  | Peter Bondra      | F    | 47              | 34        | 9            | 43      | 7                       | 5                 | 3                    | 8               |
| Boston Bruins       | 22  | Jozef Stümpel     | F    | 44              | 5         | 13           | 18      | 5                       | 0                 | 0                    | 0               |
| New York Islanders  | 22  | Žigmund Pálffy    | F    | 33              | 10        | 7            | 17      | Ne                      |                   |                      |                 |
| Ottawa Senators     | 20  | Pavol Demitra     | F    | 16              | 4         | 3            | 7       | Ne                      |                   |                      |                 |
| Edmonton Oilers     | 25  | Zdeno Cíger       | F    | 5               | 2         | 2            | 4       | Ne                      |                   |                      |                 |
| St. Louis Blues     | 38  | Peter Šťastný     | F    | 6               | 1         | 1            | 2       | Ne                      |                   |                      |                 |
| Florida Panthers    | 25  | Róbert Švehla     | D    | 5               | 1         | 1            | 2       | Ne                      |                   |                      |                 |
| Hartford Whalers    | 21  | Róbert Petrovický | F    | 2               | 0         | 0            | 0       | Ne                      |                   |                      |                 |
| Chicago Blackhawks  | 22  | Ivan Droppa       | D    | 7               | 0         | 0            | 0       | Ne                      |                   |                      |                 |

- F = Útočník
- D = Obránce